# П'єтро Анджеліні
П'єтро Анджеліні (італ. Pietro Angelini; нар. 7 грудня 1971) — колишній італійський тенісист.
Найвищу одиночну позицію світового рейтингу — 253 місце досяг 29 листопада 1993, парну — 407 місце — 11 листопада 1996 року.

## Титули ITF Ф'ючерс

### Одиночний розряд: (1)
| Ранг | Дата     | Турнір         | Покриття | Суперник       | Рахунок       |
| ---- | -------- | -------------- | -------- | -------------- | ------------- |
| 1.   | Кві 1999 | Італія F3, Рим | Ґрунт    | Джанлука Гатто | 6–7, 7–6, 6–4 |